# Mustapha Naili Pacha
Ne doit pas être confondu avec le pacha d'Alger Moustapha Pacha (1596-1599) ou avec le dey d'Alger Mustapha Pacha (1798-1805).
Mustapha Naili Pacha (1798-1871) est un militaire et homme d'État ottoman d'ascendance albanaise, grand vizir à deux reprises sous le règne d'Abdülmecid Ier.

## Biographie
Né en 1798, d'origine albanaise, Mustapha est élevé en Égypte et placé sous la protection de Méhémet Ali, vice-roi d'Égypte. Il s'illustre dans les îles de la mer Égée, lors de la guerre d'indépendance grecque, où il réprime les troubles. Au lendemain de la guerre d'indépendance, la Crète, alors écartée du nouvel État grec, se trouva administrée par l'Égypte, qui plaça Mustapha au poste de gouverneur (Pacha) de Crète. Mustapha resta à ce poste pendant plus de trente ans, ce qui lui valut le qualificatif de Giritli (Crétois en Turc).
Mustapha est ensuite appelé par le sultan Abdülmecid Ier à occuper le poste de Grand vizir, d'abord du 14 mai 1853 au 29 mai 1854, puis à nouveau du 6 août 1857 au 22 octobre 1857.